# Haematopota pseudolusitanica
Haematopota pseudolusitanica är en tvåvingeart som beskrevs av Szilady 1923. Haematopota pseudolusitanica ingår i släktet Haematopota och familjen bromsar. Inga underarter finns listade i Catalogue of Life.

## Bildgalleri

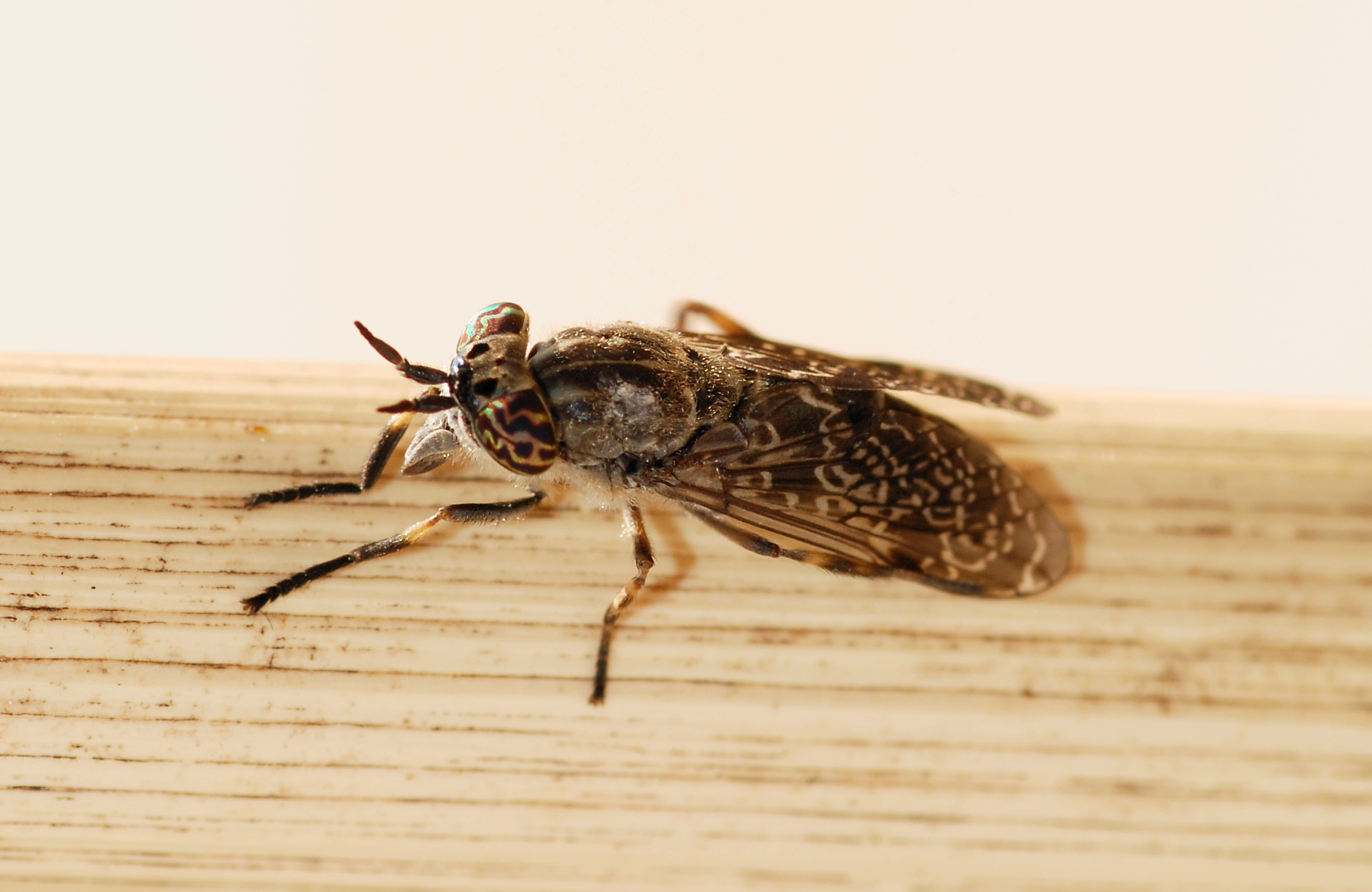
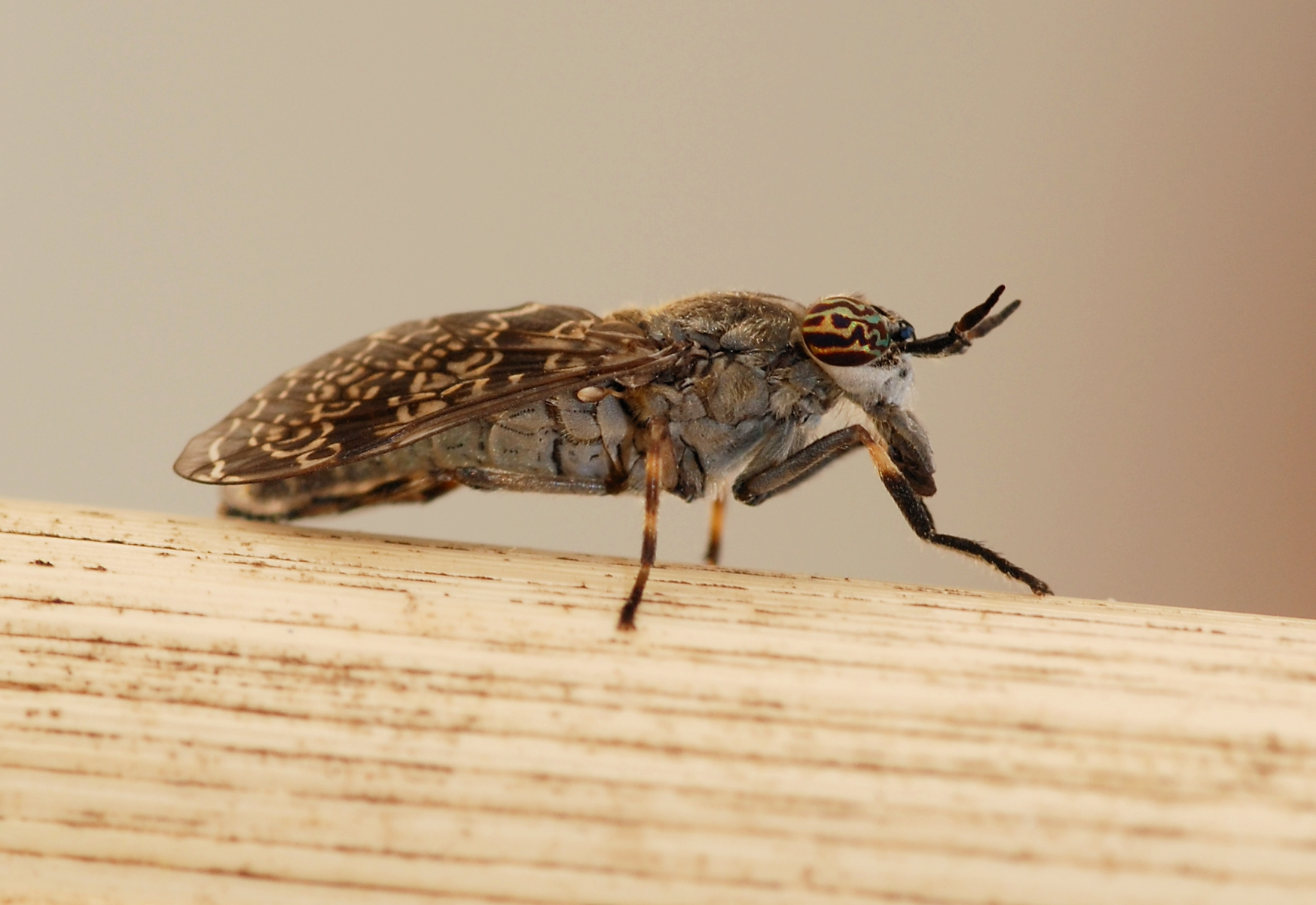
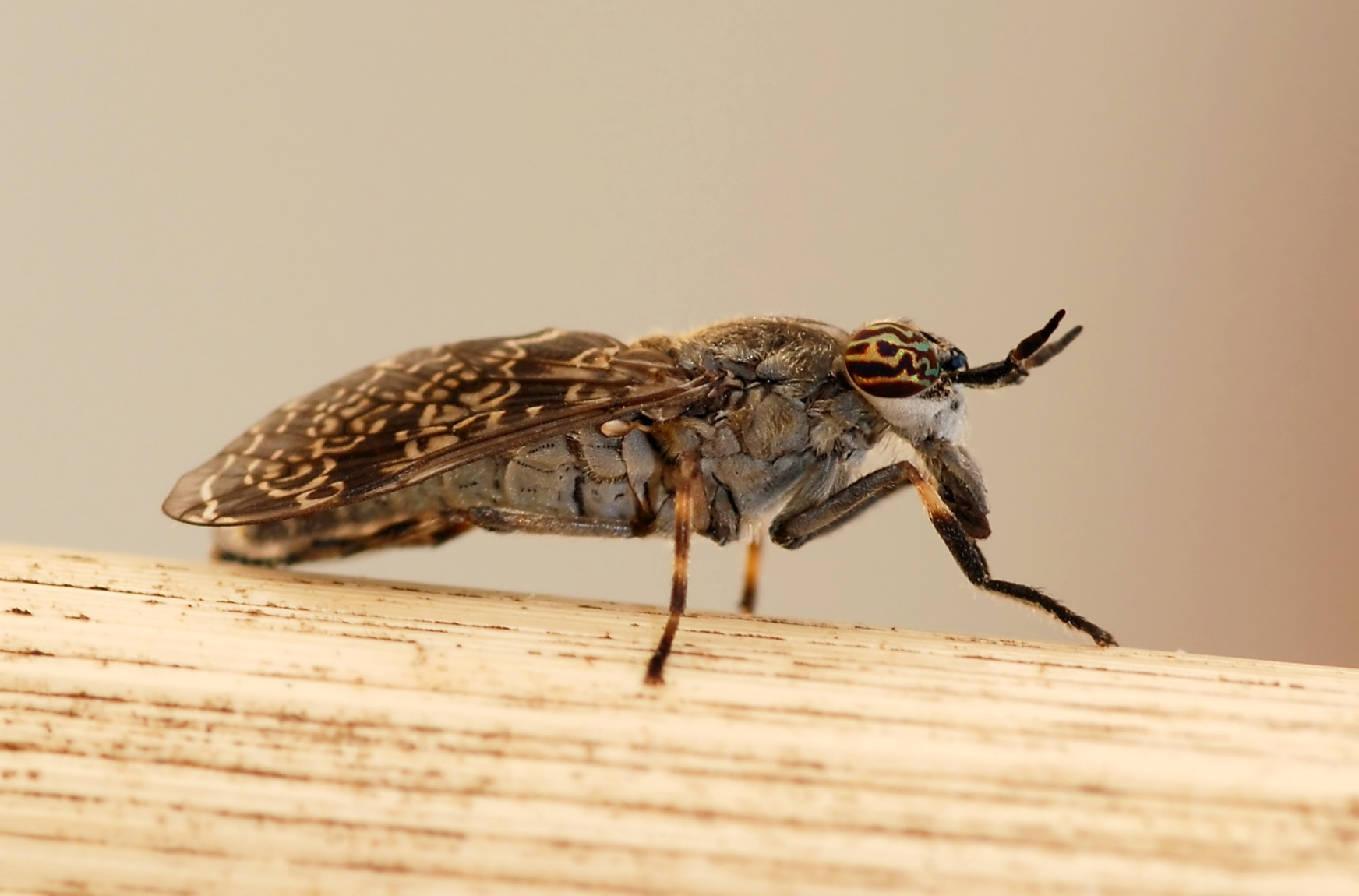